# Traiguén
Traiguén este un oraș și comună din provincia Malleco, regiunea La Araucanía, Chile, cu o populație de 17.164 locuitori (2012) și o suprafață de 908 km2.